# Spencer Davis
Pour les articles homonymes, voir Davis.
Spencer Davis, nom de scène de Spencer David Nelson Davies, né le 17 juillet 1939 à Swansea au Pays de Galles et mort le 19 octobre 2020 à Los Angeles (Californie), est un chanteur et guitariste britannique. Il joue également de l'harmonica.

## Biographie

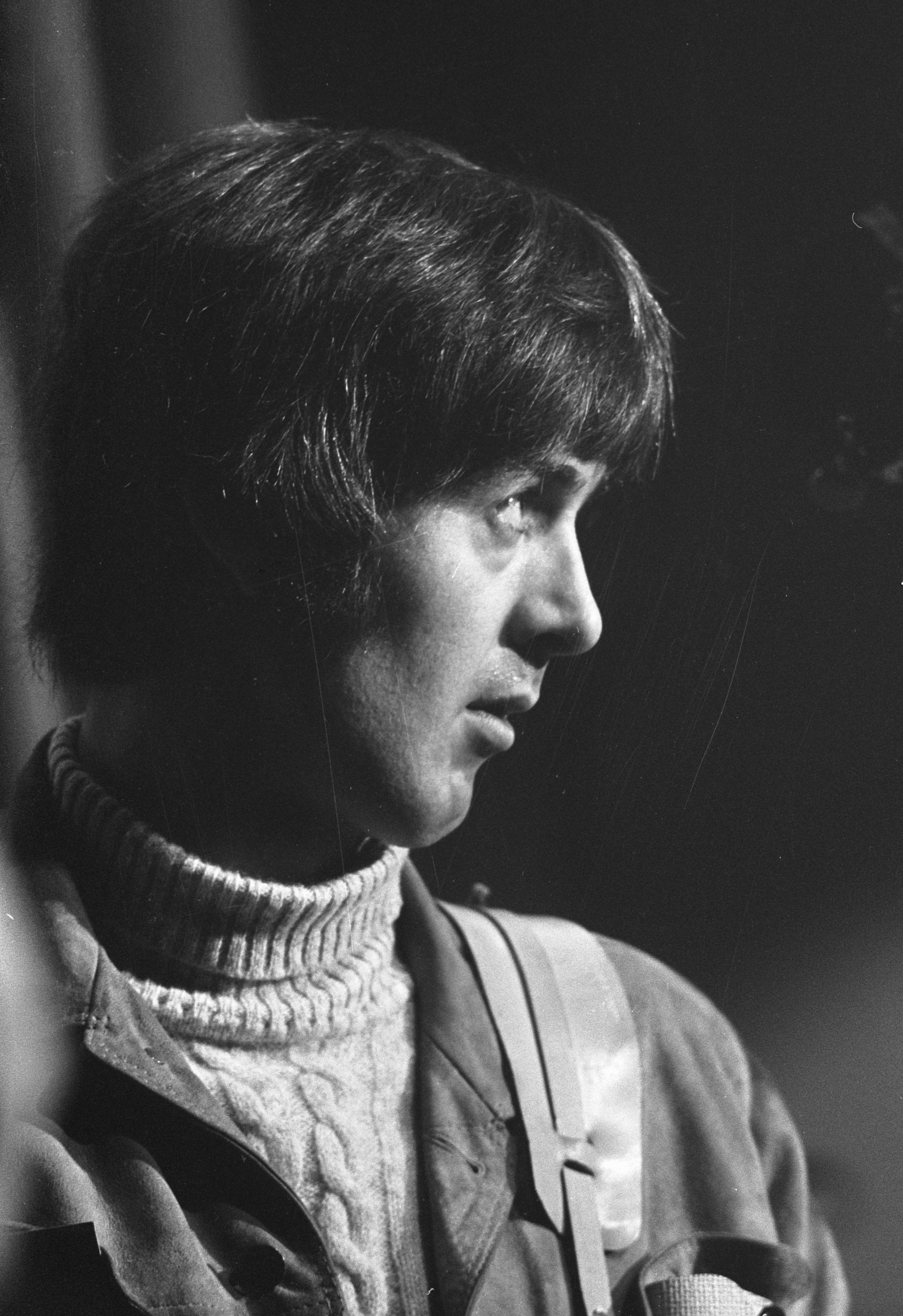
Spencer Davis en 1966.

Ses premières influences musicales étaient le skiffle, le jazz et le blues, les piliers de la musique populaire des années 1960. Il a été influencé par les bluesmen de l'époque aussi bien anglais qu'américains. Il a formé un groupe appelé The Saints, avec Bill Perks, qui a plus tard changé son nom pour Bill Wyman.
Spencer Davis a fondé The Spencer Davis Group en 1964.